# Форт-Макферсон
Форт-Макферсон (англ. Fort McPherson, гвичин: Teet’lit Zheh) — деревня в административном регионе Инувик, Северо-Западные территории, Канада.

## География
Деревня расположена на восточном берегу реки Пил, в 121 км к юго-западу от города Инувик.

## Население
По данным переписи 2011 года население деревни составляет 792 человека. По данным прошлой переписи 2006 года оно насчитывало 776 человек. 83,8 % населения — индейцы (главным образом кучины); 3,9 % — инуиты; 5,2 % — прочие коренные народы и 7,1 % — некоренные народы Канады. Основные языки населения — гвичин и английский.

## Транспорт
Через Форт-Макферсон проходит трасса Демпстер, которая соединяет деревню с городом Инувик (на северо-востоке), а также с трассой Клондайк (на юге), по которой можно добраться до Доусона и Уайтхорса. Кроме того, в Форт-Макферсоне имеется небольшой аэропорт, который принимает сезонные рейсы из Инувика (во время, когда дорога закрывается). Водный аэродром на реке Пил был закрыт в 2007 году.